# Račinka
Račinka este o arie protejată (sit de importanță comunitară — SCI) din Republica Cehă întinsă pe o suprafață de 3,22 ha, integral pe uscat.

## Localizare
Centrul sitului Račinka este situat la coordonatele 50°03′07″N 17°01′27″E / 50.051944°N 17.024167°E.

## Înființare
Situl Račinka a fost declarat sit de importanță comunitară în noiembrie 2009 pentru a proteja 1 specie de animale.

## Biodiversitate
Situată în ecoregiunea continentală, aria protejată nu include niciun habitat protejat.
La baza desemnării sitului se află o specie protejată de  pești: Eudontomyzon mariae.